# یاماتوکوری‌یاما، نارا
یاماتوکوری‌یاما در استان نارا در کشور ژاپن  واقع شده‌است  که دارای جمعیت ۹۰٬۲۲۳ نفر و مساحت ۴۲٫۶۸ کیلومتر مربع با تراکم جمعیت ۲٬۱۱۴  نفر در کیلومترمربع است و در تاریخ ۱ ژانویه ۱۹۵۴ به عنوان شهر شناخته شد.